# Aleksander Fjeld Andersen
Aleksander Fjeld Andersen (Oslo, 15 de abril de 1997) es un deportista noruego que compite en biatlón. Ganó dos medallas de bronce en el Campeonato Europeo de Biatlón de 2020, en las pruebas de velocidad y relevo mixto.

## Palmarés internacional
| Campeonato Europeo | Campeonato Europeo           | Campeonato Europeo | Campeonato Europeo |
| Año                | Lugar                        | Medalla            | Prueba             |
| ------------------ | ---------------------------- | ------------------ | ------------------ |
| 2020               | Minsk-Raubichi (Bielorrusia) | Medalla de bronce  | Velocidad          |
| 2020               | Minsk-Raubichi (Bielorrusia) | Medalla de bronce  | Relevo mixto       |